# Septembre 1977

## Évènements
- 4 septembre : déploiement des premiers SS-20 soviétiques en Europe de l'Est. Début de la crise des euromissiles : à partir de 1977, l’URSS déploie 396 missiles mobiles tactiques portant trois têtes nucléaires de 150 kilotonnes chacune, les SS-20 de portée intermédiaire, capables de frapper tous les centres urbains de l’Europe occidentale.

- 5 septembre : enlèvement du président du patronat allemand Hanns-Martin Schleyer par la Fraction armée rouge et lancement de la sonde Voyager 1.

- 7 septembre : accords Carter-Torrijos, qui abolissent le traité inégal de 1903 entre les États-Unis et Panama et prévoient un transfert progressif des responsabilités du canal de Panama jusqu’à la fin 1999[1]. les États-Unis obtiennent le droit unilatéral de défendre la voie d’eau. Le Sénat des États-Unis fait rajouter, lors du vote de ratification (18 avril 1978), une clause précisant que si les Américains renoncent au droit d’intervention dans les affaires intérieures de Panama, ils se réservent le droit de rouvrir le canal, au besoin par la force, au cas où il serait fermé par suite de troubles. Les accords sont accueillis triomphalement à Panama et dans toute l’Amérique latine.

- 10 septembre, France : dernière exécution à la guillotine.

- 11 septembre (Formule 1) : Grand Prix automobile d'Italie.

- 12 septembre : mort du militant anti-apartheid Steve Biko.

- 18 septembre (Rallye automobile) : arrivée du Critérium du Québec.

- 20 septembre : adhésion du Viêt Nam à l'ONU.

- 29 septembre : rétablissement de la Généralité de Catalogne. Son ancien président Josep Tarradelas est rappelé d’exil et constitue un gouvernement d’union nationale.

## Naissances
- 3 septembre : Guillaume Long, auteur de bande dessinée.
- 6 septembre : Katalin Novák, femme politique hongroise.
- 7 septembre : Maud Fontenoy, navigatrice à la rame française.
- 11 septembre : Jon Buckland, guitariste anglais du groupe Coldplay.
- 13 septembre :
  - Fiona Apple, chanteuse américaine.
  - Pola Oloixarac, romancière argentine.
- 14 septembre :
  - Alex (Alexsandro de Souza dit), footballeur brésilien.
  - Malik Bendjelloul, acteur, réalisateur et documentariste suédois.
  - Christophe Ettori, footballeur français.
  - István Ferenczi, footballeur hongrois.
  - Charles Gillibert, producteur de cinéma français.
  - Andreas Hurschler, spécialiste suisse du combiné nordique.
  - Nicolas Lafitte, joueur français de rugby à XV.
  - Marc Loewenstein, homme politique belge.
  - Miyu Matsuki, comédienne de doublage japonaise († 27 octobre 2015).
  - Daniel Naprous, acteur, athlète et cascadeur britannique.
  - Laura Räty, femme politique finlandaise.
  - Aïda Touihri, journaliste et présentatrice de télévision française.
  - Paul Traynor, joueur de hockey sur glace professionnel canadien.
  - Fevzi Tuncay, footballeur turc.
- 15 septembre : Tom Hardy, acteur britannique.
- 16 septembre : Najwa Shihab, journaliste et animatrice indonésienne.
- 18 septembre : Barrett Foa, acteur américain.
- 19 septembre : Erica Ash, actrice américaine († 29 juillet 2024).
- 21 septembre : Natalia Gavrilița, femme politique moldave.
- 23 septembre : 
  - Amir Reza Salari, cinéaste iranien.

## Décès
- 3 septembre : Jean Rostand, biologiste (° 30 octobre 1894).
- 5 septembre : Marcel Thiry, écrivain belge d'expression française et militant wallon (° 13 mars 1897).
- 7 septembre : Alexis, de son vrai nom Dominique Vallet, scénariste et dessinateur de bandes dessinées français (° 18 septembre 1946).
- 10 septembre : Hamida Djandoubi, 28 ans, ressortissant tunisien, dernier condamné à subir la peine de mort en France (° 1949).
- 12 septembre : Steve Biko, militant noir anti-apartheid (° 18 décembre 1946).
- 16 septembre : Maria Callas, cantatrice d'opéra, américaine d'origine grecque (° 2 décembre 1923).
- 26 septembre : Aarne Ervi, architecte finlandais (° 19 mai 1910).
- 30 septembre : Louis Duerloo, coureur cycliste belge (° 7 juillet 1910).